# Tetrazygiopsis ancistrophora
Tetrazygiopsis ancistrophora là một loài thực vật có hoa trong họ Mua. Loài này được (C. Wright) Borhidi miêu tả khoa học đầu tiên năm 1983.